# Салчоара (Прахова)
Салчоара (рум. Sălcioara) насеље је у Румунији у округу Прахова у општини Подениј Ној. Oпштина се налази на надморској висини од 173 m.

## Становништво
Према подацима из 2002. године у насељу је живело 50 становника, од којих су сви румунске националности.